# Comuna Kolisnîkî, Nijîn
Kolisnîkî (în ucraineană Колісники) este o comună în raionul Nijîn, regiunea Cernihiv, Ucraina, formată din satele Hrîhorivka și Kolisnîkî (reședința).

## Demografie
Componența lingvistică a comunei Kolisnîkî
     Ucraineană (97,27%)
     Rusă (2,62%)
     Alte limbi (0,11%)
Conform recensământului din 2001, majoritatea populației comunei Kolisnîkî era vorbitoare de ucraineană (97,27%), existând în minoritate și vorbitori de rusă (2,62%).